# Dompcevrin
Dompcevrin ist eine französische Gemeinde im Département Meuse in der Region Grand Est (bis 2015 Lothringen). Sie gehört zum Arrondissement Commercy und zum Kanton Dieue-sur-Meuse. Die Gemeinde hat 369 Einwohner (Stand: 1. Januar 2022), die Dompcevrinois genannt werden.

## Geografie
Dompcevrin liegt etwa 25 Kilometer südsüdöstlich von Verdun an der Maas (frz. Meuse), die die Gemeinde im Osten begrenzt. Umgeben wird Dompcevrin von den Nachbargemeinden Bannoncourt im Norden und Nordosten, Maizey im Osten, Les Paroches im Südosten und Süden sowie Lahaymeix im Westen und Nordwesten.

## Bevölkerungsentwicklung
| Jahr                       | 1962 | 1968 | 1975 | 1982 | 1990 | 1999 | 2006 | 2019 |
| Einwohner                  | 444  | 381  | 343  | 387  | 380  | 362  | 372  | 338  |
| Quellen: Cassini und INSEE |      |      |      |      |      |      |      |      |

## Sehenswürdigkeiten
- Kirche Saint-Symphorien, 1924 wieder errichtet

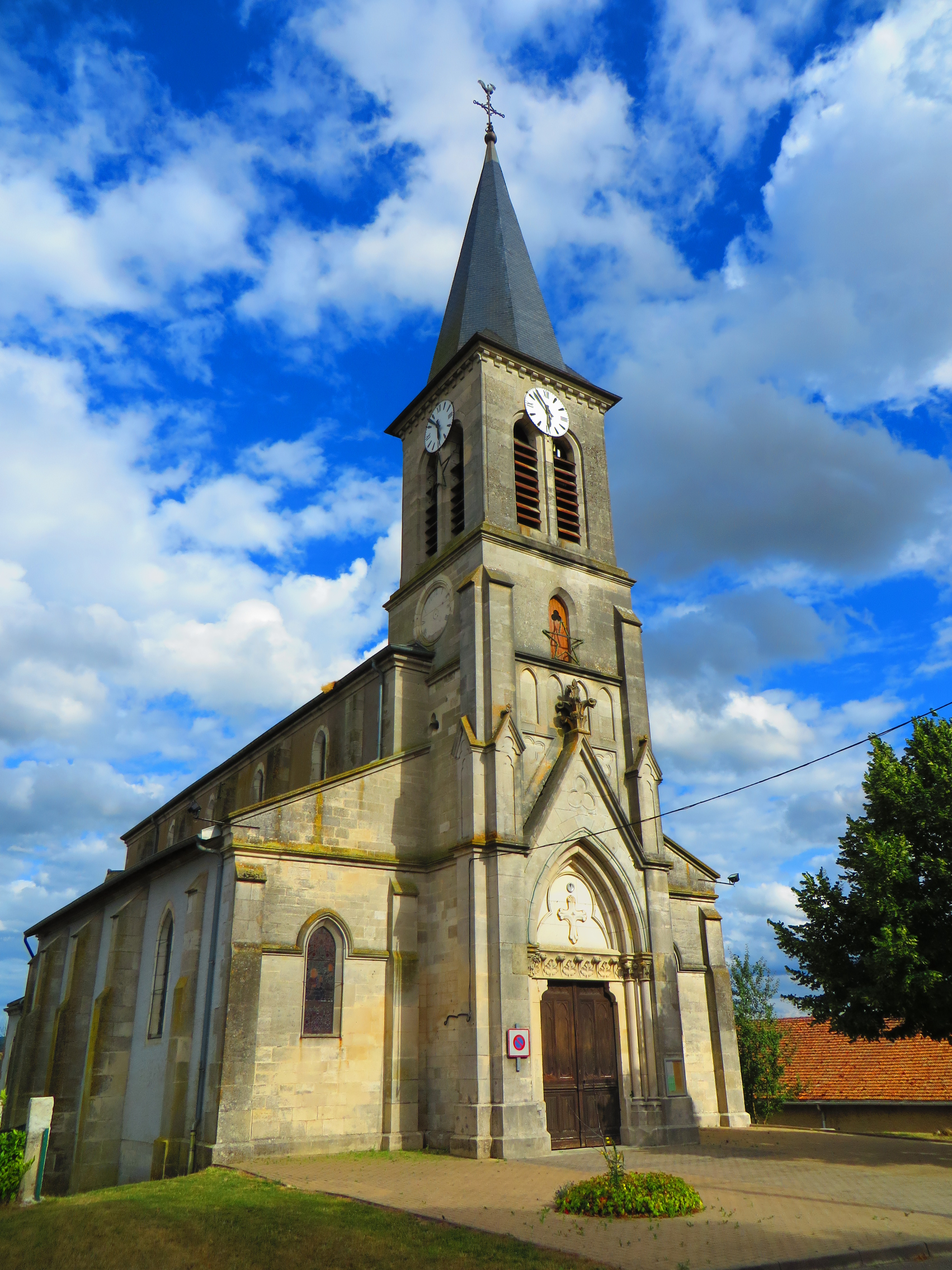
Kirche Saint-Symphorien